# ЗІЛ-41045
ЗІЛ-41045 — автомобіль представницького класу з кузовом типу лімузин, що випускався заводом ім. Лихачова. 

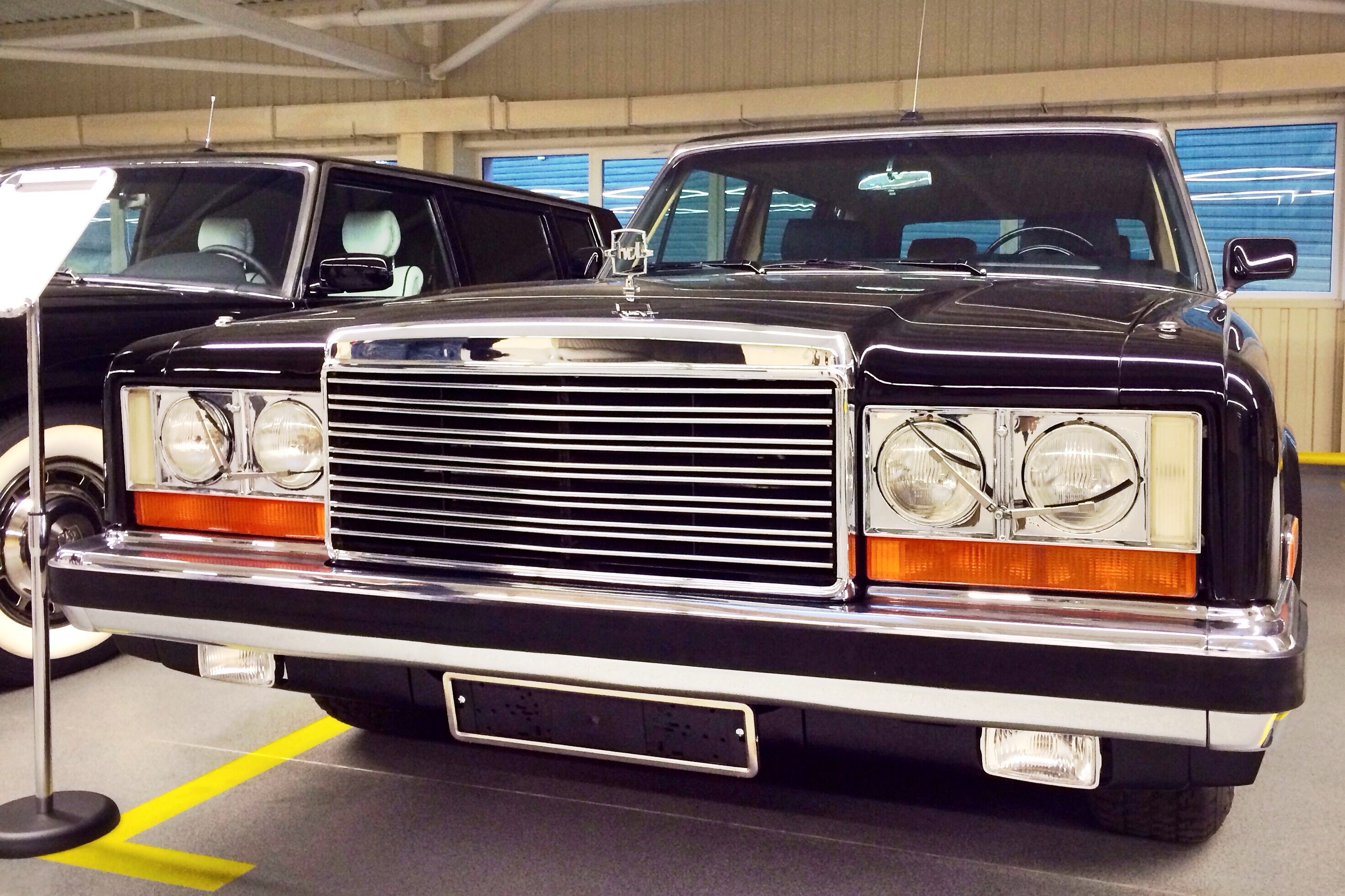
ЗІЛ-41045

У 1982 році помер Леонід Ілліч Брежнєв і його на посаді керівника держави змінив Юрій Володимирович Андропов. За сформованою традицією новий Генеральний секретар ЦК КПРС повинен був мати новий автомобіль, але у зв'язку з тим, що перехід на новий модельний ряд (ЗІЛ-4104) був здійснений в 1978 році, на ЗІЛі вирішили просто обмежитися оновленням зовнішнього вигляду автомобіля, що враховує останні тенденції в автомобільному дизайні. Прибрали хромовані накладки з колісних арок, молдинг що йде по порогу перенесли вище — на двері, змінили передню частину кузова — ґрати радіатора і фари, встановили дещо інші задні ліхтарі, ряд інших зовнішніх елементів, але в цілому сам автомобіль залишився колишнім. Не змінилася ні ходова частина, ні салон, ні кузов. Оновлений лімузин, що одержав позначення ЗІЛ-41045, випускався з 1983 по 1985 роки, до чергової зміни Генерального секретаря ЦК КПРС, після чого був замінений черговий модернізованою версією, що отримала індекс ЗІЛ-41047.